# Mark Delaney
Mark Delaney, född 13 maj 1976 i Haverfordwest, är en walesisk före detta professionell fotbollsspelare (högerback) som mellan 1999 och 2006 spelade 36 landskamper för det walesiska landslaget. Under spelarkarriären, som sträckte sig mellan 1995 och 2007, spelade Delaney 158 av sina totalt 244 ligamatcher i Aston Villa men representerade även Carmarthen Town och Cardiff City. Efter spelarkarriären har Delaney påbörjat en karriär som tränare och tränar för tillfället ett av Aston Villas juniorlag.